# Buckcherry
I Buckcherry sono una band hard rock formata a Los Angeles nel 1995. 
Esordendo nel pieno dell'epoca nu metal, i Buckcherry si sono presentati in contrapposizione come sorta di moderni eredi dello sleaze hard & heavy nei fine anni '80, versione "sporca" del glam metal con influssi punk capitanata dai Guns N' Roses. In effetti, il leader della band, Josh Todd, collaborerà brevemente con alcuni membri degli stessi Guns N' Roses nei primi anni 2000, nella formazione embrionale dei Velvet Revolver, per poi essere sostituito da Scott Weiland.
Ciò nonostante, le sonorità della band risultano più moderne rispetto a quelle dei loro precursori, con influenze che alcuni giudicano derivanti dal post-grunge e dall'alternative metal (forse più presenti in alcuni album), mantenendo comunque una predominante base hard rock.

## Storia

### Gli inizi e il successo (1997-2001)
L'origine dei Buckcherry avvenne nel 1995, quando il cantante Josh Todd incontrò il chitarrista Keith Nelson in uno studio di tatuaggi. Condividendo passioni musicali comuni, tra cui gli AC/DC, decisero di iniziare a collaborare registrando qualche demo, prima dell'entrata nel gruppo del bassista Jonathan Brightman e del batterista Devon Glenn, che portò alla formazione degli Sparrow. La band cominciò ad esibirsi nei locali di Hollywood ottenendo un forte seguito grazie al loro rock 'n' roll vecchio stile; questo permetterà loro di firmare un contratto con la major DreamWorks Records. 
A causa dei loro testi, gli Sparrow ricevettero delle minacce legali da parte di un'etichetta discografica cristiana dal nome omonimo, costringendoli a cambiare nome in Buckcherry. A detta della band, il nome ebbe in realtà due fonti di ispirazione: una deriva da un evidente anagramma di Chuck Berry; la più nota è la derivazione dal nome di una drag queen di loro conoscenza che si faceva chiamare Buck Cherry (probabilmente a sua volta ispirata all'artista). 
(citazione  tratta da un libro di Chuck Berry riportata da Keith Nelson.)
La neonominata formazione pubblicò l'album di debutto omonimo nel 1999, diventato poi disco d'oro. Il lavoro, prodotto nientemeno che da Terry Date (Soundgarden e Pantera) e l'ex-chitarrista dei Sex Pistols Steve Jones, includeva le tre rock hits "Lit up", "For The Movies" e "Check Your Head". 
Dopo l'entrata nel gruppo del chitarrista ritmico Yogi Lonich nel 1999, i Buckcherry iniziarono un lungo tour per supportare l'album aprendo i concerti di Lenny Kravitz e supportando i Kiss nel loro tour europeo, prima di tornare in studio nel 2000 per registrare il loro secondo album, Time Bomb, che però venne mal accolto dalla critica. Allmusic commenta ironicamente: "per un secondo album, è davvero sorprendente scoprire quanto già fossero disperati e nichilisti". 
Nella primavera del 2000 suonarono da gruppo spalla per alcuni concerti degli AC/DC, ma già nell'agosto del 2001, a causa delle tensioni interne, tutti i componenti decisero di abbandonare la formazione lasciando soli Josh Todd e Keith Nelson. I due decisero di portare avanti il progetto Buckcherry iniziando le registrazioni di un terzo album, durante il quale però anche Keith Nelson decise di lasciare il gruppo, portando allo scioglimento.

### Dopo lo scioglimento (2002-2004)
Nel 2002 Josh Todd e Keith Nelson suonarono insieme con gli ex-membri dei Guns N' Roses Slash, Duff McKagan e Matt Sorum al Randy Castillo Benefit Concert. In seguito, Josh Todd prese parte a un nuovo progetto musicale messo in piedi dai già citati tre ex-membri dei Guns, ma dopo un mese di lavoro in studio e una decina di canzoni registrate, venne bruscamente licenziato da Slash. Todd dirà della vicenda: "È stato incredibile, la band si stava sbattendo, poi un giorno è arrivato Slash e ha buttato tutto l'intero lavoro". In risposta, nella sua autobiografia Slash spiegherà che la voce di Todd non era adatta per il progetto, portando a ripiegare per Scott Weiland, il frontman definitivo del gruppo che prenderà il nome di Velvet Revolver.
Parallelamente, Keith Nelson continuò la sua carriera come produttore discografico e occasionalmente come cantautore, apparendo insieme a Todd tra gli autori della canzone dei Velvet Revolver Dirty Little Thing. Nel 2003 Josh Todd pubblicò un album solista intitolato You Made Me, supportato dai i chitarristi Mike Hewitt e Jesse Logan, il bassista Mark Lettig e il batterista Kent Ross.

### La reunion (2005-oggi)
Nel 2005 Josh Todd si riunì a Keith Nelson riformando i Buckcherry insieme ai tre nuovi membri Stevie D., Jimmy Ashurst, e Xavier Muriel. L'anno seguente uscì l'atteso nuovo album 15, che riportò i Buckcherry al successo portandoli vincere dischi di platino sia negli Stati Uniti che in Canada. Il disco conteneva brani come "Next 2 You", "Everything", "Sorry", "Broken Glass", ma soprattutto la hit "Crazy Bitch", che arrivò alle vette delle singles pop chart raggiungendo il doppio disco di platino.
Nel 2008 la band annunciò la propria presenza insieme a gruppi come Papa Roach, Sixx:A.M. e Trapt al Crue Fest tour, un festival che vide come organizzatori ed headliner i Mötley Crüe. Nello stesso anno uscì il quarto lavoro della band, Black Butterfly, che debuttò al numero 8 della top 200 charts. Tra il 2008 e il 2009 la band suonò in intensi tour mondiali, insieme a Kiss, The 69 Eyes, Dead Superstar, Limp Bizkit, Lacuna Coil e molti altri.
Nel settembre del 2009 pubblicarono il primo album dal vivo Live & Loud 2009, registrato nel maggio dello stesso anno durante il loro tour in Canada. Il 2010 è l'anno di All Night Long, quinto lavoro in studio che, trainato dal singolo omonimo, debuttò al 10° posto della Top 200 Billboard Chart, risultando l'album rock più venduto nella prima settimana dall'uscita in quell'anno.
Nel 2012 apparvero nella colonna sonora del film The Avengers con il brano "Wherever I Go", per poi pubblicare l'anno successivo il loro sesto album, intitolato Confessions. Questo periodo vide una grande attività che proseguì nel 2014 con due EP di sei tracce: Fuck, in cui ogni brano includeva la parola "Fuck" nel titolo; e l'album di cover in edizione limitata The Covers: Volume I. Il 2 giugno 2015 viene annunciata la data di pubblicazione di Rock 'N' Roll, settimo album in studio del gruppo, che debuttò alla posizione 93 nella classifica Billboard Top 200.
Nel maggio 2017, il chitarrista fondatore Keith Nelson e il batterista Xavier Muriel annunciarono il loro addio alla band a causa di divergenze artistiche. Todd reclutò il chitarrista Kevin Roentgen e il batterista Sean Winchester come loro sostituti, ma prima si concentrò su Year of the Tiger, l’album di debutto del suo progetto parallelo Josh Todd & the Conflict, che includeva anche il chitarrista dei Buckcherry Stevie D..
Todd presentò la nuova formazione dei Buckcherry nel 2019 con l’album Warpaint, il cui singolo apripista era una cover di "Head Like a Hole" dei Nine Inch Nails. Tuttavia, questa formazione durò solo per un disco: Winchester lasciò poco dopo l’uscita dell’album, seguito da Roentgen un anno dopo. Al loro posto arrivarono Francis Ruiz (batteria) e Billy Rowe (chitarra). I nuovi membri parteciparono alla realizzazione del nono album della band, Hellbound (2021), scritto e registrato durante il lockdown pandemico del 2020 e prodotto da Marti Frederiksen (Aerosmith e Def Leppard), con cui i Buckcherry avevano già collaborato per Black Butterfly. Due anni dopo, la band tornò con Vol. 10, una raccolta di undici brani, tra cui dieci inediti e una cover di "Summer of '69" di Bryan Adams. Nel 2025 viene pubblicato il nuovo album Roar Like Thunder.

## Formazione

### Formazione attuale
- Josh Todd – voce (1995-2002, 2005-presente)
- Stevie D. – chitarra ritmica, cori (2005-presente)
- Kelly LeMieux – basso, cori (2013-presente)
- Billy Rowe – chitarra ritmica, cori (2005-presente)
- Francis Ruiz – batteria (2019–presente)

### Ex componenti
- Jonathan Brightman – basso, voce (1995-2002)
- Devon Glenn – batteria, percussioni (1995-2002)
- Yogi Lonich – chitarra ritmica, voce (1999-2002)
- Jimmy "Two Fingers" Ashhurst – basso, cori (2005-2013)
- Keith Nelson – chitarra solista, cori (1995-2002, 2005-2015)
- Xavier Muriel – batteria, percussioni (2005-2015)

## Discografia

### Album in studio
- 1999 – Buckcherry
- 2001 – Time Bomb
- 2006 – 15
- 2008 – Black Butterfly
- 2010 – All Night Long
- 2013 – Confessions
- 2015 – Rock 'N' Roll
- 2019 – Warpaint
- 2021 – Hellbound
- 2023 – Vol. 10
- 2025 – Roar Like Thunder

### EP
- 2014 – Fuck
- 2014 – The Covers: Volume I

### Album dal vivo
- 2009 – Live & Loud 2009

### Raccolte
- 2013 – The Best of Buckcherry

### Apparizioni in compilation e colonne sonore
- 1999 – Woodstock 1999
- 2000 – Road Trip
- 2000 – Mission: Impossible 2
- 2002 – The Banger Sisters
- 2012 – Avengers Assemble - Music From and Inspired by the Motion Picture